# Гаур (село)
Гау́р (рос. Гаур) — село у складі Чернишевського району Забайкальського краю, Росія. Адміністративний центр та єдиний населений пункт Гаурського сільського поселення.

## Населення
Населення — 466 осіб (2010; 481 у 2002).
Національний склад (станом на 2002 рік):
- росіяни — 98 %